# Pachyneuron fuscipes
Pachyneuron fuscipes är en stekelart som beskrevs av De Santis 1964. Pachyneuron fuscipes ingår i släktet Pachyneuron och familjen puppglanssteklar. Inga underarter finns listade i Catalogue of Life.